# Atriplex laciniata
Arroche laciniée, Arroche des sables
Espèce
L'Arroche laciniée ou Arroche des sables (Atriplex laciniata) est une espèce de plantes de la famille des Amaranthacées.